# Liste der Naturdenkmale in Gruibingen
| Naturdenkmale | Anzahl |
| ------------- | ------ |
| FND           | 12     |
| END           | 1      |
| Gesamt        | 13     |

Die Liste der Naturdenkmale in Gruibingen nennt die verordneten Naturdenkmale (ND) der im baden-württembergischen Landkreis Göppingen liegenden Gemeinde Gruibingen. In Gruibingen gibt es insgesamt dreizehn als Naturdenkmal geschützte Objekte, davon zwölf flächenhafte Naturdenkmale (FND) und ein Einzelgebilde-Naturdenkmal (END).
Stand: 31. Oktober 2016.

## Flächenhafte Naturdenkmale (FND)
| Name                                            | Bild | Kennung     | Einzelheiten | Position | Fläche Hektar | Datum         |
| ----------------------------------------------- | ---- | ----------- | ------------ | -------- | ------------- | ------------- |
| Gruibinger Schacht                              | BW   | 81170280006 | Gruibingen   | ⊙        | 0,4           | 22. Okt. 1984 |
| Klingen mit Tuffablagerungen im Brucktalwald    | BW   | 81170280013 | Gruibingen   | ⊙        | 0,8           | 22. Okt. 1984 |
| Wacholderheide am Burgstall                     | BW   | 81170280010 | Gruibingen   | ⊙        | 1,4           | 22. Okt. 1984 |
| Wacholderheide am Südostabhang des Wiesenberges | BW   | 81170280003 | Gruibingen   | ⊙        | 1,2           | 22. Okt. 1984 |
| Wacholderheide am Westabhang des Wiesenberges   | BW   | 81170280008 | Gruibingen   | ⊙        | 0,6           | 22. Okt. 1984 |
| Wacholderheide Bruckhalde                       | BW   | 81170280005 | Gruibingen   | ⊙        | 2,8           | 22. Okt. 1984 |
| Wacholderheide Kauzengrund                      | BW   | 81170280011 | Gruibingen   | ⊙        | 0,8           | 22. Okt. 1984 |
| Wacholderheide Meisenlau                        | BW   | 81170280012 | Gruibingen   | ⊙        | 1,3           | 22. Okt. 1984 |
| Wacholderheide Talwiese                         | BW   | 81170280007 | Gruibingen   | ⊙        | 3,0           | 22. Okt. 1984 |
| Wacholderheide unterer Boßler                   | BW   | 81170280009 | Gruibingen   | ⊙        | 2,0           | 22. Okt. 1984 |
| Wacholderheide unterer Leimberg                 | BW   | 81170280002 | Gruibingen   | ⊙        | 0,7           | 22. Okt. 1984 |
| Wacholderheide Wolfsbühl                        | BW   | 81170280001 | Gruibingen   | ⊙        | 1,6           | 22. Okt. 1984 |
| Legende für Naturdenkmal                        |      |             |              |          |               |               |

## Einzelgebilde (END)
| Name                     | Bild | Kennung     | Einzelheiten | Position | Fläche Hektar | Datum         |
| ------------------------ | ---- | ----------- | ------------ | -------- | ------------- | ------------- |
| 1 Linde am Augsberg      | BW   | 81170280004 | Gruibingen   | ⊙        | 0,0           | 22. Okt. 1984 |
| Legende für Naturdenkmal |      |             |              |          |               |               |